# Nir Lewin
Nir Lewin (hebr. ניר לוין, ur. 4 marca 1962 w Rechowot) – izraelski piłkarz grający na pozycji napastnika. W reprezentacji Izraela rozegrał 16 meczów i strzelił w nich 6 goli.

## Kariera klubowa
Swoją karierę piłkarską Lewin rozpoczął w klubie Hapoel Marmorek. Zadebiutował w nim w 1978 roku i grał w nim do 1984. Wtedy też przeszedł do Hapoelu Petach Tikwa grającego w pierwszej lidze. W sezonie 1988/1989 wywalczył z Hapoelem wicemistrzostwo Izraela. Latem 1989 przedszedł do belgijskiego KAA Gent. Rozegrał w nim 18 meczów i strzelił 1 gola.
W 1990 roku wrócił do Izraela, do Hapoelu Petach Tikwa. W sezonie 1990/1991 wywalczył z nim wicemistrzostwo kraju. W 1991 roku został wraz z Talem Baninem wybrany Piłkarzem Roku w Izraelu. W sezonie 1991/1992 zdobył Puchar Izraela. W 1993 roku odszedł do Bene Jehuda Tel Awiw. Po pół roku gry w nim przeszedł do Hapoelu Jerozolima. Z kolei w sezonie 1994/1995 najpierw grał w Maccabi Kirjat-Gat, a następnie w Hapoelu Aszkelon, w którym zakończył karierę.
| Sezon   | Klub                 | Kraj   | Rozgrywki     | Mecze | Bramki |
| ------- | -------------------- | ------ | ------------- | ----- | ------ |
| 1978/79 | Hapoel Marmorek      | Izrael | Liga Alef     | 9     | 0      |
| 1979/80 | Hapoel Marmorek      | Izrael | Liga Alef     | 19    | 4      |
| 1980/81 | Hapoel Marmorek      | Izrael | Liga Alef     | 24    | 6      |
| 1981/82 | Hapoel Marmorek      | Izrael | Liga Alef     | 23    | 8      |
| 1982/83 | Hapoel Marmorek      | Izrael | Liga Alef     | 24    | 15     |
| 1983/84 | Hapoel Marmorek      | Izrael | Liga Alef     | 27    | 4      |
| 1984/85 | Hapoel Petach Tikwa  | Izrael | Liga Leumit   | 29    | 9      |
| 1985/86 | Hapoel Petach Tikwa  | Izrael | Liga Leumit   | 27    | 13     |
| 1986/87 | Hapoel Petach Tikwa  | Izrael | Liga Leumit   | 30    | 8      |
| 1987/88 | Hapoel Petach Tikwa  | Izrael | Liga Leumit   | 33    | 18     |
| 1988/89 | Hapoel Petach Tikwa  | Izrael | Liga Leumit   | 27    | 13     |
| 1989/90 | KAA Gent             | Belgia | Eerste klasse | 18    | 1      |
| 1990/91 | Hapoel Petach Tikwa  | Izrael | Liga Leumit   | 28    | 20     |
| 1991/92 | Hapoel Petach Tikwa  | Izrael | Liga Leumit   | 25    | 3      |
| 1992/93 | Hapoel Petach Tikwa  | Izrael | Liga Leumit   | 27    | 9      |
| 1993/94 | Bene Jehuda Tel Awiw | Izrael | Liga Leumit   | 15    | 1      |
| 1993/94 | Hapoel Jerozolima    | Izrael | Liga Arcit    | 12    | 1      |
| 1994/95 | Maccabi Kirjat-Gat   | Izrael | Liga Bet      | 8     | 1      |
| 1994/95 | Hapoel Aszkelon      | Izrael | Liga Arcit    | 14    | 4      |

## Kariera reprezentacyjna
W reprezentacji Izraela Lewin zadebiutował 8 października 1986 roku w przegranym 2:4 towarzyskim meczu z Rumunią, rozegranym w Ramat Gan. W swojej karierze grał w eliminacjach do MŚ 1986. Od 1986 do 1990 roku rozegrał w kadrze narodowej 16 meczów i strzelił w nich 6 goli.

## Kariera trenerska
Po zakończeniu kariery piłkarskiej Lewin został trenerem. W sezonie 1997/1998 był trenerem Hapoelem Petach Tikwa. W latach 1998–1999 prowadził Maccabi Ironi Aszdod, a w latach 1999–2000 - ponownie Hapoel Petach Tikwa. W 2000 roku prowadził też Cafirim Holon, a następnie Maccabi Tel Awiw. W 2001 i 2002 roku doprowadził go do zdobycia Pucharu Izraela. Potem był trenerem kolejno: Hapoelu Petach Tikwa, Hapoelu Hajfa, Hapoelu Beer Szewa, Hapoelu Petach Tikwa, Hapoelu Tel Awiw (zdobył Puchar Izraela w 2007) i Maccabi Tel Awiw.